# Sopubia aemula
Sopubia aemula är en snyltrotsväxtart som beskrevs av Spencer Le Marchant Moore. Sopubia aemula ingår i släktet Sopubia och familjen snyltrotsväxter. Inga underarter finns listade i Catalogue of Life.